# Conectiva

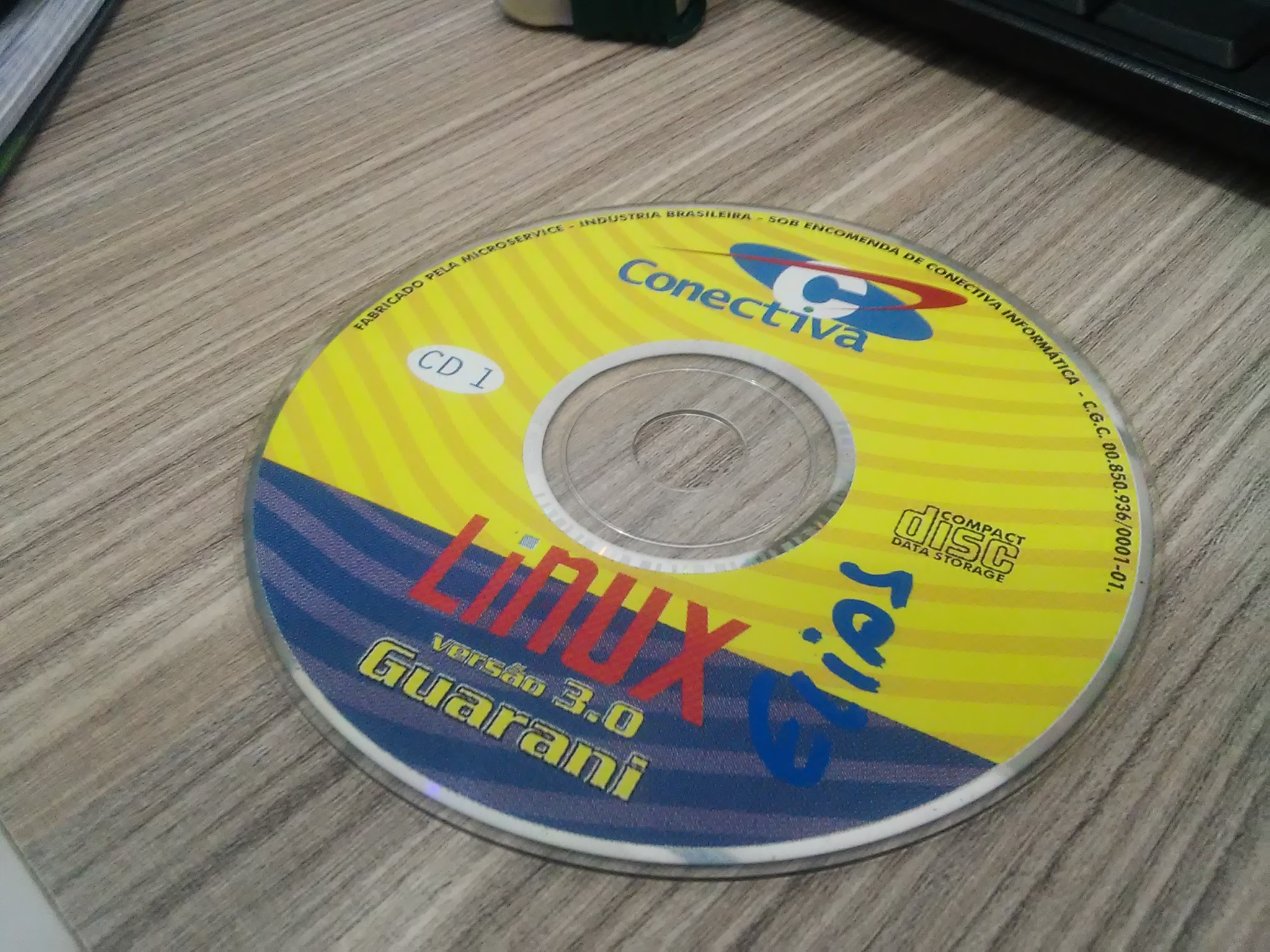
Um CD de instalação do Conectiva Linux 3.0

A Conectiva foi uma companhia fundada em 28 de Agosto de 1995 em Curitiba, Paraná, Brasil, por um grupo de amigos, em sua maioria funcionários públicos do Banco do Brasil, juntamente com Arnaldo Carvalho de Melo, que foi um pioneiro em distribuições Linux e softwares livres no Brasil e em toda a América Latina.
Além da distribuição Linux para o mercado da América Latina, a Conectiva desenvolveu uma série de produtos e outros serviços direcionados ao mercado de utilitários para softwares livres, incluindo livros, manuais, e softwares adicionais como o Linux Tools e suporte a toda a América Latina através de seus centros de serviços e parceiros. O conhecido gestor de pacotes Synaptic, ainda hoje largamente utilizado, foi originalmente desenvolvido pela Conectiva. Também publicava a Revista do Linux, com periodicidade mensal.
A Conectiva também providenciou desenvolvimento, customização e serviços profissionalizantes em todo o mundo através de seu grupo de engenheiros de softwares livres. Este grupo tinha conhecimentos em, além de outras, as seguintes áreas: desenvolvimento do Kernel do Linux, drivers de dispositivos, desenvolvimento do XFree86 (uma implementação do X11, bibliotecas de interface gráfica e acesso às redes), de protocolos de internet, de firewalls, e clustering (técnica em que diversos computadores trabalham interligados para realizar a mesma tarefa conjuntamente), analise de desempenho e optimização, sistemas de arquivos e gerenciamento de recursos.
Em 24 de Janeiro de 2005 foi anunciado que a empresa MandrakeSoft tinha adquirido a Conectiva por 1,79 milhão de euros. Em 7 de Abril de 2005 a MandrakeSoft anunciou a mudança do nome da companhia para Mandriva e suas distribuições para o nome de Mandriva Linux (no Brasil, somente Mandriva).
O Conectiva Linux, juntamente com o Kurumin, foram as distribuições GNU/Linux brasileiras mais populares.

## Versões
| Versão | Nome                    | Data              |
| ------ | ----------------------- | ----------------- |
| 1.0    | Parolin                 | 7. Outubro 1997   |
| 2.0    | Marumbi                 | 25. Junho 1998    |
| 3.0    | Guarani                 | 11. Dezembro 1998 |
| 1.0    | Server                  | Maio 1999         |
| 4.0    | -                       | 2. Julho 1999     |
| 4.2    | Server                  | Outubro 1999      |
| 5.0    | -                       | Fevereiro 2000    |
| 5.1    | Server                  | 29. Junho 2000    |
| 6.0    | Desktop/Server          | 22. Novembro 2000 |
| 7.0    | Desktop/Server          | 31. Julho 2001    |
| 8.0    | Desktop/Server          | 18. Abril 2002    |
| -      | Enterprise Edition (UL) | Novembro 2002     |
| 9      | -                       | 23. Abril 2003    |
| 10     | Desktop                 | 5. Julho 2004     |
| 10     | -                       | 5. Julho 2004     |

| Versão     | Nome              |
| ---------- | ----------------- |
| 0.5        | 11. Agosto 2004   |
| 0.7 Beta 2 | 10. Setembro 2004 |